# Christa Zechmeister
Christa Zechmeister, nemška alpska smučarka, * 4. december 1957, Berchtesgaden. 
Nastopila je na Olimpijskih igrah 1976 in dosegla sedmo mesto v slalomu. V svetovnem pokalu je tekmovala osem sezon med letoma 1972 in 1980 ter dosegla šest zmag in še šest uvrstitev na stopničke. V skupnem seštevku svetovnega pokala se je najvišje uvrstila na četrto mesto leta 1974, ko je tudi osvojila slalomski mali kristalni globus.
Tudi njena sestra Marianne Zechmeister je bila alpska smučarka.